# 김제 청운사 대혜보각선사서
김제 청운사 대혜보각선사서(金堤 靑雲寺 大慧普覺禪師書)는 전북특별자치도 김제시 청하면 청운사에 있는, 중국 남송의 고승 보각선사가 40여년간 설법한 내용들을 모아 발간한 책이다. 1999년 11월 19일 전라북도의 유형문화재 제174호로 지정되었다.

## 개요
이 책은 중국 남송의 고승 보각선사가 40여년간 설법한 내용들을 모아 발간한 것으로써 고려 우왕 13년(1387)에 이색이 발문을 붙여 편찬하고 1531년에 다시 간행한 것이다. 그 후 다시금 1568년 전라도 장흥 천관사에서 목판본으로 간행한 것으로 책의 보관상태도 우수하다.
책머리에 제목은『대혜보각선사서』로 되어 있으며, 전통한지에 내용은 화두에 답한 글과, 간행기록, 시주자 명단순으로 구성되어 있으며, 228면으로 이루어져 있다. 한편 고려 보조국사 지눌이 이 장서를 보고 도를 깨달았다고 하며, 현재 승가대학의 교과서로 이용되고 있다. 이 책은 연대도 430여 년이나 되었을 뿐만 아니라, 매우 희귀한 책으로 유형문화재로서의 그 가치가 매우 높다고 할 수 있다.

## 같이 보기
- 대혜보각선사서

## 참고 자료
- 청운사대혜보각선사서 - 국가유산청 국가유산포털